# 무안 학산사
학산사(鶴山祠)는 대한민국 전라남도 무안군 해제면에 있다. 2009년 4월 16일 무안군의 향토문화유산 제8호로 지정되었다.

## 개요
악은(岳隱) 노신(魯愼,1336~), 금계(錦溪) 노인(魯認, 566~1622)의 충의와 유풍을 추모하기 위해 1789년(정조 13) 악은사(岳隱祠)라는 이름으로 나주군 문평면 동원리에 창건되었던 사우였다. 1868년(고종 5) 서원훼철령에 의해 훼철되었다가 1916년 현재의 소재지로 이건하였다.1966년 忠烈先祖들인 노일상(魯一相)·노봉(魯鴻)·노연백(魯淵白) 등을 추배하여 오늘에 이르고 있다. 노일상(1842~)은 조선후기 무안지역에서 활동한 한학자로 저서로는 사례요람(四禮要覽)과 채기신편(采奇新編), 송록정요(宋錄精要)가 있다.